# بانجو-كازووي (سلسلة)
بانجو-كازووي (بالإنجليزية: Banjo-Kazooie)‏ هي سلسلة من ألعاب الفيديو تم تطويرها بواسطة راير. تضم الألعاب دبًا ذكرًا يُدعى بانجو وصديقه، طائر أحمر كبير يُدعى كازووي، يتحكم اللاعبان في كلاهما. خلال الألعاب المختلفة، تم تكليفهم بإحباط مخططات الشر المختلفة لساحرة تدعى غرونتيلدا. تم إصدار اللعبة الأولى، بانجو-كازووي، في عام 1998 لتلقى إشادة من النقاد، وتبعها ثلاث ألعاب ولعبة سباق سيارات.
ظهرت السلسلة لأول مرة على نينتندو 64، كما ظهرت الأجهزة اللاحقة في السلسلة على غيم بوي أدفانس وإكس بوكس 360. ثم شهدت الألعاب الرئيسية الثلاثة إصدارًا على إكس بوكس ون كجزء من راير ريبلاي. تم تمثيل الامتياز في عمليات الانتقال مثل سيجا أول ستارز و نينتندو سوبر سماش برذرز، بينما ظهر بانجو لأول مرة كشخصية قابلة للعب في عام 1997 كجزء من لعبة ديدي كونغ رايسينغ.

## الألعاب

### السلسلة الرئيسية
- بانجو-كازووي (نينتندو 64، 1998)[1]
- بانجو-توي (نينتندو 64، 2000)
- بانجو-كازووي: غرانتيز ريفينج (غيم بوي أدفانس، 2003)
- بانجو-بيلوت (غيم بوي أدفانس، 2005)
- بانجو كازوي: نيتز آند بولز (إكس بوكس 360، 2008)

### ألعاب أخرى
- ديدي كونغ رايسينغ (نينتندو 64، 1997)[2]